# 佩里鎮區 (密蘇里州聖弗朗索瓦縣)
佩里鎮區（英語：Perry Township）是位於美國密蘇里州聖弗朗索瓦縣的一個行政鎮區。

## 地方資料
佩里鎮區的面積為157.32平方千米，當中陸地面積為155.65平方千米，而水域面積為1.67平方千米。根據2020年美國人口普查的數據，當地共有人口12490人，而人口密度為每平方千米79.39人。